# Impilot
Impilot är en halvö i Finland. Den ligger i Korpo i landskapet Egentliga Finland, i den sydvästra delen av landet, 180 km väster om huvudstaden Helsingfors.